# Bella Cortez
Bella Cortez, pseudonimo di Alicia Paneque (1944), è una ballerina e attrice cubana.

## Biografia
Nasce nella zona orientale di Cuba, iniziò la sua carriera con lo pseunonimo "Bella Cortez", come danzatrice in locali notturni dell'isola, per approdare a Roma, nel 1960,  nel periodo in cui il cinema italiano era impegnato a realizzare varie pellicole del genere peplum e in costume, trovando subito varie scritture come ballerina e attrice.
Sarà il regista Primo Zeglio, dopo un provino, ad affidarle la parte di Suani nel film Le sette sfide (1961), dopo il quale lavorò ad altre pellicole per chiudere la sua carriera nel cinema italiano nel 1966.

## Filmografia
- Le sette sfide, regia di Primo Zeglio (1961)
- Il gigante di Metropolis, regia di Umberto Scarpelli (1961)
- I tartari, regia di Ferdinando Baldi (1961)
- Le 7 fatiche di Alì Babà, regia di Emimmo Salvi (1962)
- Vulcano, figlio di Giove, regia di Emimmo Salvi, (1962)
- Taur, il re della forza bruta, regia di Antonio Leonviola (1963)
- Appuntamento a Dallas, regia di Piero Regnoli (1964)
- FBI chiama Istanbul, regia di Emimmo Salvi (1964)
- Sfida al diavolo, regia di Nello Vegezzi (1964)
- Sindbad contro i sette saraceni, regia di Emimmo Salvi (1964)
- Giorno caldo al Paradiso Show, regia di Enzo Di Gianni (1966)

## Doppiatrici italiane
- Maria Pia Di Meo in Il gigante di Metropolis, I tartari
- Mirella Pace in Le 7 fatiche di Alì Babà, Vulcano figlio di Giove
- Rita Savagnone in Le sette sfide
- Angiolina Quinterno in Sindbad contro i sette saraceni